# Dicranum bonjeanii
Dicranum bonjeanii là một loài Rêu trong họ Dicranaceae. Loài này được De Not. mô tả khoa học đầu tiên năm 1837.

## Hình ảnh

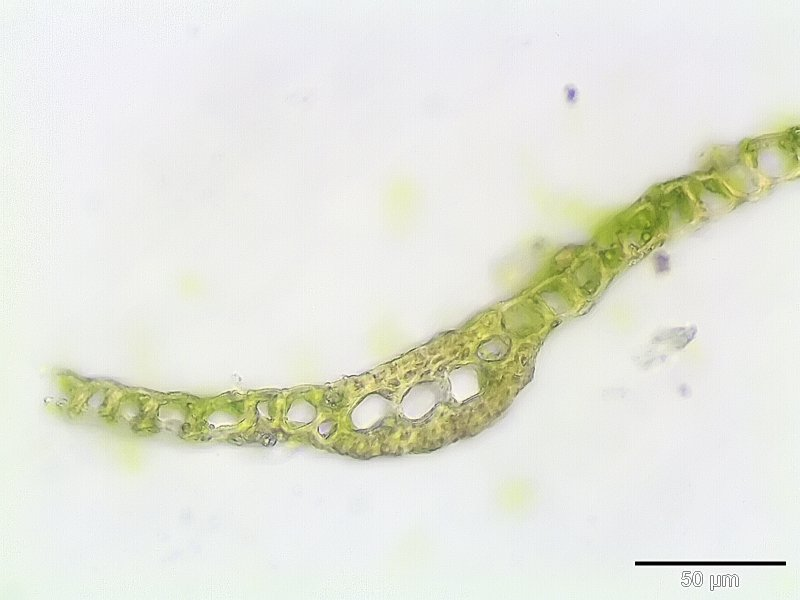
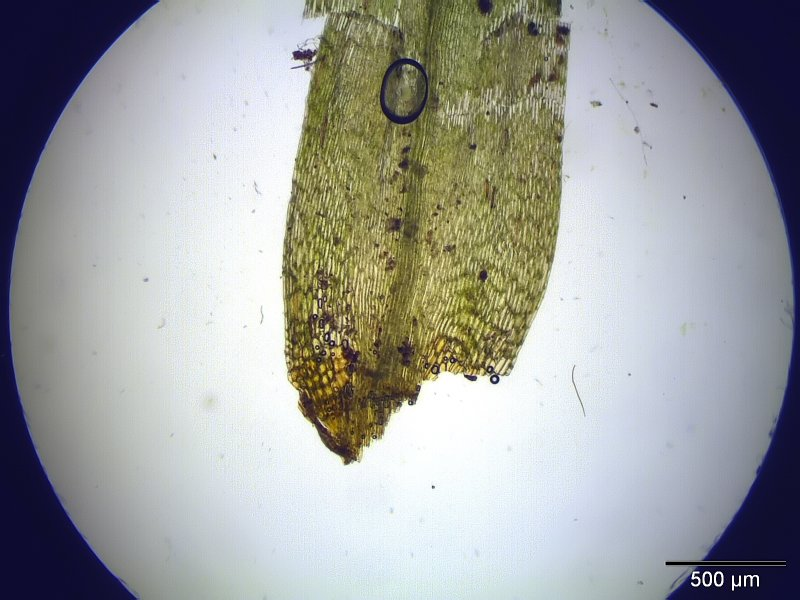
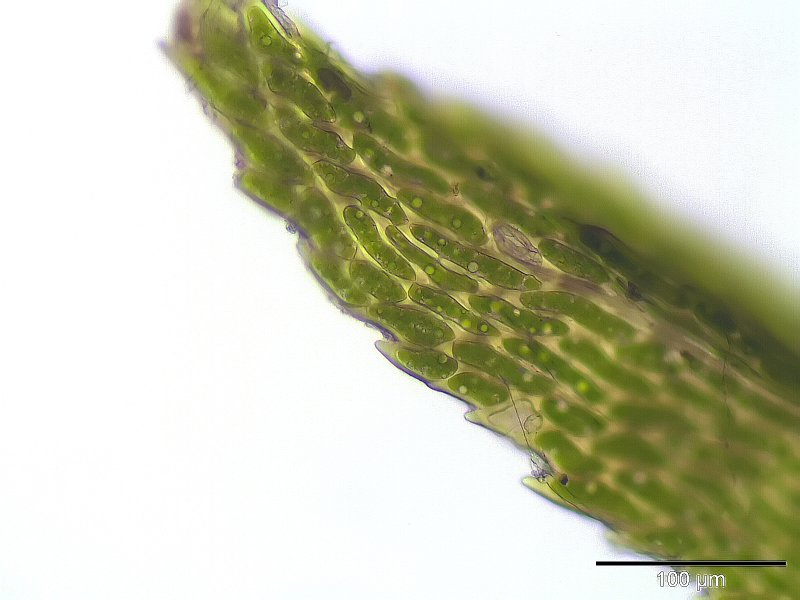
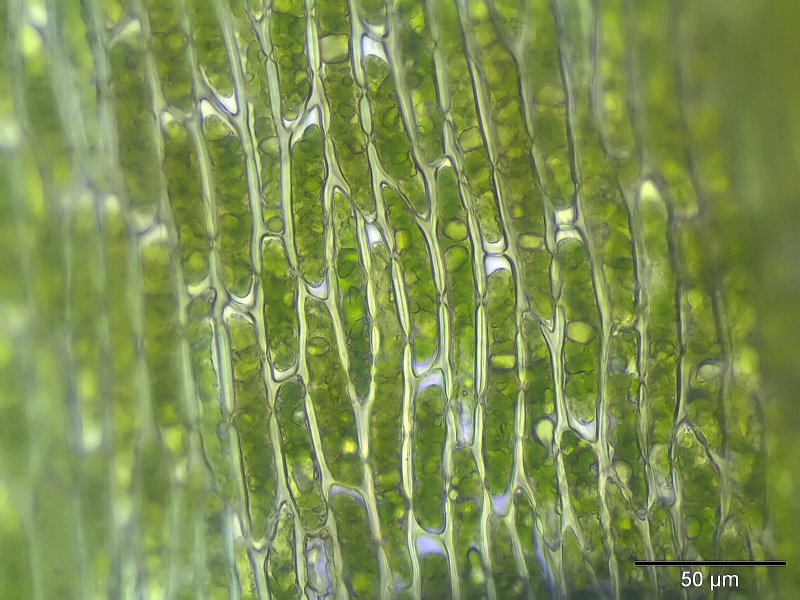